# Teofilo Spasojević
Teofilo Spasojević (en serbi: Teoфилo Cпacojeвић, 21 de gener de 1909 - 28 de febrer de 1970) fou un futbolista serbi de la dècada de 1930.
Fou jugador de SK Jugoslavija i fou internacional amb Iugoslàvia amb qui participà en el Mundial de 1930.